# Ампіцилін
Ампіцилін, Ампіциліну тригідрат (Ampicillin trihydrate), (6R)-6-(а-феніл-D-гліциламіно) пеніциланової кислоти. Напівсинтетичний антибіотик пеніцилінового ряду, таблетки білого кольору

## Фармакологічні властивості
Ампіциліну тригідрат активний відносно грампозитивних (на які діє бензилпеніцилін) та ряду грамнегативних (кишкова паличка, шигели, сальмонели, протей, клебсієла пневмонії) мікроорганізмів. Препарат руйнується пеніциліназою і тому не впливає на пеніциліназоутворюючі штами стафілококів.

## Фармакологічні кінетика
Добре всмоктується при прийомі внутрішньо, не руйнуючись у кислому середовищі шлунка, проникаючи у тканини та біологічні рідини організму. Виводиться переважно нирками, причому в сечі утворюються дуже високі концентрації незміненого антибіотика. Ампіциліну тригідрат при повторних введеннях не кумулює, що дає змогу застосовувати його тривало у великих дозах.

## Показання до застосування
Ампіциліну тригідрат призначають при пневмоніях, бронхітах, бронхопневмоніях, абсцесах легенів, перитоніті, сепсисі, ангіні; інфекціях (включаючи змішані) сечо- та жовчовивідних шляхів (пієліт, пієлонефрит, цистит, холангіт, холецистит), шлунково-кишкового тракту, в тому числі сальмонельозу, інфекціях м'яких тканин та інших захворюваннях, викликаних чутливими до дії антибіотика мікроорганізмами. Ефективний при лікуванні гонореї.

## Спосіб застосування та дози
Ампіциліну тригідрат приймають внутрішньо незалежно від прийому їжі. Разова доза для дорослих становить 0,5 г, добова — 2-3 г. Дітям препарат призначають у добовій дозі 100 мг/кг маси тіла. Добову дозу розподіляють на 4 — 6 прийомів.
Тривалість терапії Ампіциліну тригідратом установлюється індивідуально залежно від тяжкості, форми захворювання та ефективності лікування (від 5-10 днів до 2-3-х тижнів і більше).

## Побічна дія
При застосуванні Ампіциліну тригідрату можливі побічні ефекти: алергічні реакції — анафілактичний шок, шкірні висипи, кропивниця, набряк Квінке та інші, диспепсичні розлади (нудота, блювання, діарея). При анафілактичному шоку, який спостерігається рідко, проводять невідкладні заходи щодо його усунення. При перших ознаках алергії препарат відміняють і здійснюють десенсибілізуючу терапію. В ослаблених хворих при тривалому лікуванні може розвинутись суперінфекція, викликана стійкими до препарату мікроорганізмами (дріжджоподібні гриби, грамнегативні мікроорганізми). Таким хворим при лікуванні препаратом доцільно призначати вітаміни групи В та вітамін С, а при необхідності — ністатин або леворин. Препарат посилює ефект пероральних антикоагулянтів.

## Протипоказання
Застосування Ампіциліну тригідрату протипоказано при підвищеній чутливості до препаратів групи пеніциліну. При бронхіальній астмі, сінній гарячці та інших алергічних захворюваннях і станах препарат застосовують при одночасному призначенні десенсибілізуючих засобів. При недостатності печінки препарат застосовують під контролем функціонального стану органу.